# Hessa
Hessa eller Heissa på 4 km² er  den vestligste af øerne i Ålesund kommune i Møre og Romsdal fylke i Norge. Den er  formet som en tøffel, og regnes som en af Ålesunds bydele med totalt ca. 4.000 indbyggere fordelt på tre byer: Sævollen, Slinningen og Skarbøvik. Der  ligger  en børneskole på Hessa og en ungdomsskole i Skarbøvik. 
Midt på øen ligger bjerget Sukkertoppen (314 moh.), som bliver brugt til vandreture og bjergklatring.
Atlanterhavsparken, et af Nordeuropas største saltvandsakvarier, ligger på Hessa.
Hessa er hjemsted til Brita Blomquist, en kendt programleder i NRK Radio, samt fødested for  fodboldspillerne John Arne Riise (Aalesund, Monaco, Liverpool og Roma), Bjørn Helge Riise (Aalesund, Viking, Standard Liège, FC Brussel og Lillestrøm) og Kjetil Osvold (Start, Lillestrøm, Nottingham Forest, Leicester, Djurgårdens, PAOK og Skeid).